# Liste der Schweizer Meisterschaften im Skilanglauf
Liste der Schweizer Meisterschaften im Skilanglauf:
- Schweizer Nordische Skimeisterschaften 1961
- Schweizer Nordische Skimeisterschaften 1962
- Schweizer Nordische Skimeisterschaften 1963
- Schweizer Nordische Skimeisterschaften 1964
- Schweizer Nordische Skimeisterschaften 1965
- Schweizer Nordische Skimeisterschaften 1966
- Schweizer Nordische Skimeisterschaften 1967
- Schweizer Nordische Skimeisterschaften 1968
- Schweizer Nordische Skimeisterschaften 1969
- Schweizer Nordische Skimeisterschaften 1970
- Schweizer Nordische Skimeisterschaften 1971
- Schweizer Nordische Skimeisterschaften 1972
- Schweizer Meisterschaften im Skilanglauf 1973
- Schweizer Meisterschaften im Skilanglauf 1974
- Schweizer Nordische Skimeisterschaften 1975
- Schweizer Nordische Skimeisterschaften 1976
- Schweizer Nordische Skimeisterschaften 1977
- Schweizer Nordische Skimeisterschaften 1978
- Schweizer Nordische Skimeisterschaften 1979
- Schweizer Nordische Skimeisterschaften 1980
- Schweizer Meisterschaften im Skilanglauf 1981
- Schweizer Meisterschaften im Skilanglauf 1982
- Schweizer Meisterschaften im Skilanglauf 1983
- Schweizer Meisterschaften im Skilanglauf 1984
- Schweizer Nordische Skimeisterschaften 1985
- Schweizer Meisterschaften im Skilanglauf 1986
- Schweizer Nordische Skimeisterschaften 1987
- Schweizer Nordische Skimeisterschaften 1988
- Schweizer Nordische Skimeisterschaften 1989
- Schweizer Meisterschaften im Skilanglauf 1990
- Schweizer Nordische Skimeisterschaften 1991
- Schweizer Nordische Skimeisterschaften 1992
- Schweizer Nordische Skimeisterschaften 1993
- Schweizer Meisterschaften im Skilanglauf 1994
- Schweizer Meisterschaften im Skilanglauf 1995
- Schweizer Meisterschaften im Skilanglauf 1996
- Schweizer Nordische Skimeisterschaften 1997
- Schweizer Meisterschaften im Skilanglauf 1998
- Schweizer Meisterschaften im Skilanglauf 1999
- Schweizer Meisterschaften im Skilanglauf 2000
- Schweizer Meisterschaften im Skilanglauf 2001
- Schweizer Meisterschaften im Skilanglauf 2002
- Schweizer Meisterschaften im Skilanglauf 2003
- Schweizer Meisterschaften im Skilanglauf 2004
- Schweizer Meisterschaften im Skilanglauf 2005
- Schweizer Meisterschaften im Skilanglauf 2006
- Schweizer Meisterschaften im Skilanglauf 2007
- Schweizer Meisterschaften im Skilanglauf 2008
- Schweizer Meisterschaften im Skilanglauf 2009
- Schweizer Meisterschaften im Skilanglauf 2010
- Schweizer Meisterschaften im Skilanglauf 2011
- Schweizer Meisterschaften im Skilanglauf 2012
- Schweizer Meisterschaften im Skilanglauf 2013
- Schweizer Meisterschaften im Skilanglauf 2014
- Schweizer Meisterschaften im Skilanglauf 2015
- Schweizer Meisterschaften im Skilanglauf 2016
- Schweizer Meisterschaften im Skilanglauf 2017
- Schweizer Meisterschaften im Skilanglauf 2018
- Schweizer Meisterschaften im Skilanglauf 2019
- Schweizer Meisterschaften im Skilanglauf 2020
- Schweizer Meisterschaften im Skilanglauf 2021
- Schweizer Meisterschaften im Skilanglauf 2022